# Stallions de Birmingham (1983)
Ne doit pas être confondu avec Stallions de Birmingham (2022).
Les Stallions de Birmingham (en anglais : Birmingham Stallions) étaient une franchise professionnelle de football américain fondée en 1982 et basée à Birmingham dans l'Alabama.

## Historique
Les Stallions évoluent en United States Football League entre 1983 et 1985. Ils disputaient leurs matchs à domicile au Legion Field.
Le quarterback Cliff Stoudt a été le plus fameux joueur de cette franchise.

## Saison par saison
| Saison | Vic. | Déf. | Nuls | classement         | Pjhase finale  |
| ------ | ---- | ---- | ---- | ------------------ | -------------- |
| 1983   | 9    | 9    | 0    | USFL 4e Central    | --             |
| 1984   | 14   | 4    | 0    | USFL 1er Est - Sud | Demi-finaliste |
| 1985   | 13   | 5    | 0    | USFL 1er Est       | Demi-finaliste |